# Vincent Carter
Vincent Michael Carter (* 6. November 1891 in St. Clair, Schuylkill County, Pennsylvania; † 30. Dezember 1972 in Albuquerque, New Mexico) war ein US-amerikanischer Politiker. Zwischen 1929 und 1935 vertrat er den Bundesstaat Wyoming im US-Repräsentantenhaus.

## Frühe Jahre und politischer Aufstieg
Schon im Jahr 1893 zog Vincent Carter mit seinen Eltern nach Pottsville. Dort besuchte er die öffentlichen Schulen. Danach besuchte er die Vorbereitungsschule zur US-Marineakademie in Annapolis und die Fordham University in New York City. Schließlich studierte er an der Catholic University in Washington bis 1915 Jura. Während des Ersten Weltkriegs diente er im Marinekorps der US-Streitkräfte. Nach dem Krieg erlangte er im Jahr 1919 seine Zulassung als Rechtsanwalt. Daraufhin begann er in Casper in seinem neuen Beruf zu arbeiten. Noch im gleichen Jahr zog er nach Kemmerer, wo er ebenfalls als Anwalt arbeitete.

## Politische Laufbahn
Vincent Carter war Mitglied der Republikanischen Partei, deren Republican National Conventions er in den Jahren 1936 und 1940 als Delegierter besuchte. Von 1919 bis 1921 war er Hauptmann in der Miliz von Wyoming, gleichzeitig war er bis 1923 stellvertretender Attorney General dieses Staates. Von 1923 bis 1929 war er als „State Auditor“ Leiter des Rechnungshofes. Bei den Kongresswahlen des Jahres 1928 wurde er als Nachfolger von Charles E. Winter ins US-Repräsentantenhaus gewählt. Dort vertrat er in drei Legislaturperioden vom 4. März 1929 bis zum 3. Januar 1935 die Interessen Wyomings. Im Jahr 1934 stellte er sich nicht zur Wiederwahl, sondern  kandidierte erfolglos für einen Sitz im US-Senat.

## Weiterer Lebenslauf
Nach dem Ende seiner Zeit im Kongress arbeitete Carter als Rechtsanwalt in Cheyenne. Im Jahr 1965 zog er sich in den Ruhestand zurück. Vincent Carter starb im Dezember 1972 in New Mexico.